# Tarass Boulba (film, 1909)
Pour les articles homonymes, voir Tarass Boulba (homonymie).
Pour plus de détails, voir Fiche technique et Distribution.
Tarass Boulba (Тарас Бульба) est un film russe réalisé par Alexandre Drankov, sorti en 1909.

## Fiche technique
- Titre français : Tarass Boulba[2]
- Photographie : Alexandre Drankov